# Hexarthra mira
Hexarthra mira sau Pedalion mirum este o specie planctonică înotătoare de rotifere, răspândită în apele dulci, mai ales în lacuri și iazuri, dar și în mlaștini și apele salmastre din toate regiunile globului, inclusiv și în România. De obicei, apare în anotimpul cald. Este lipsită de picior, însă are șase prelungiri sub formă de brațe, prevăzute cu smocuri de peri, cu ajutorul cărora face salturi. Are doi ochi. Prin brațele sale și prin forma perilor amintește, la prima vedere, înfățișarea unor crustacee inferioare.